# Joseph Chebongkeng Kalabubse
Joseph Chebongkeng Kalabubse est un journaliste camerounais. Il est président du CNC.

## Biographie

### Enfance, éducation et débuts
Il est formé à l'ESSTIC et en sort diplômé en 1989,. Il commence une carrière de journaliste sportif d'expression anglaise à la CRTV.

### Carrière
Le 4 juin 2021 est nommé président du Conseil national de communication au Cameroun,. En 2024, il signe l'arrêt de la diffusion de l'émission "droit de réponse" de la chaîne de télévision Equinoxe TV.